# Busseaut
Busseaut est une commune française située dans le canton de Châtillon-sur-Seine du département de la Côte-d'Or, en région Bourgogne-Franche-Comté.

## Géographie

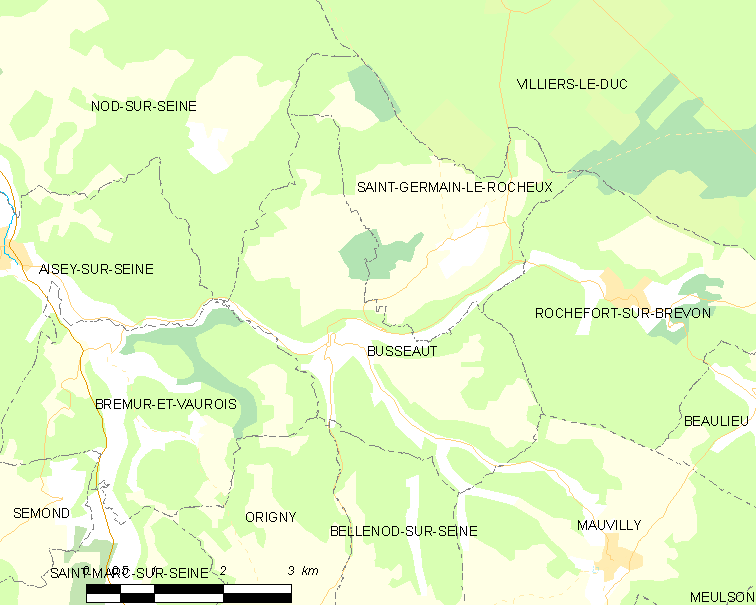

Le territoire de Busseaut (10,62 km2) est posé en travers de la vallée du Brevon, avec une aile sur le plateau de la forêt de Châtillon au nord et l'autre au sud sur celui du Duesmois. Allongé sur près d'un kilomètre sur un éperon entre val du Brevon et combe au Prêtre, à une quarantaine de mètres au-dessus des eaux, le village est assez central au finage, sur la rive gauche de la rivière. Les prairies tapissent le fond des combes et de la vallée du Brevon (267 m au point aval) tandis que les champs agricoles s'étendent sur les plateaux sur près de la moitié du territoire.
Entre les deux, dans le prolongement sud de la grande forêt domaniale de Châtillon la forêt occupe les versants et quelques sommets dont le point culminant de la commune (au bout de la combe aux Crêteux à 406 m). La route départementale (D 29) qui suit la rivière relie Recey-sur-Ource à Aisey-sur-Seine, elle est ici dans le val de la Chouette où le Brevon forme des étangs sous le couvert de la forêt et alimente des moulins dont un est devenu une pisciculture, agréable lieu de promenade.

### Hydrographie
Le Brevon entre sur la commune à l'altitude de 277 m et la traverse sur 2,5 km avant de former la limite de commune sur 1 km. Il est alimenté en rive gauche par le ruisseau du Différend et d'autres sources sans cours. Au sud, un ru issu de la commune voisine de Mauvilly s'engage dans le long sillon formé par la suite des combe Patiot, combe Pierreuse et combe au Prêtre, mais dans cette région au sols karstiques il disparaît avant d'atteindre la rivière malgré l'apport de la fontaine au Diable. Il en est de même dans la combe d'Origny plus en aval. Pas de cours-d'eau en rive droite au nord sur le plateau peu vallonné, comme il en est sur presque tout le plateau couvert par la forêt de Châtillon.

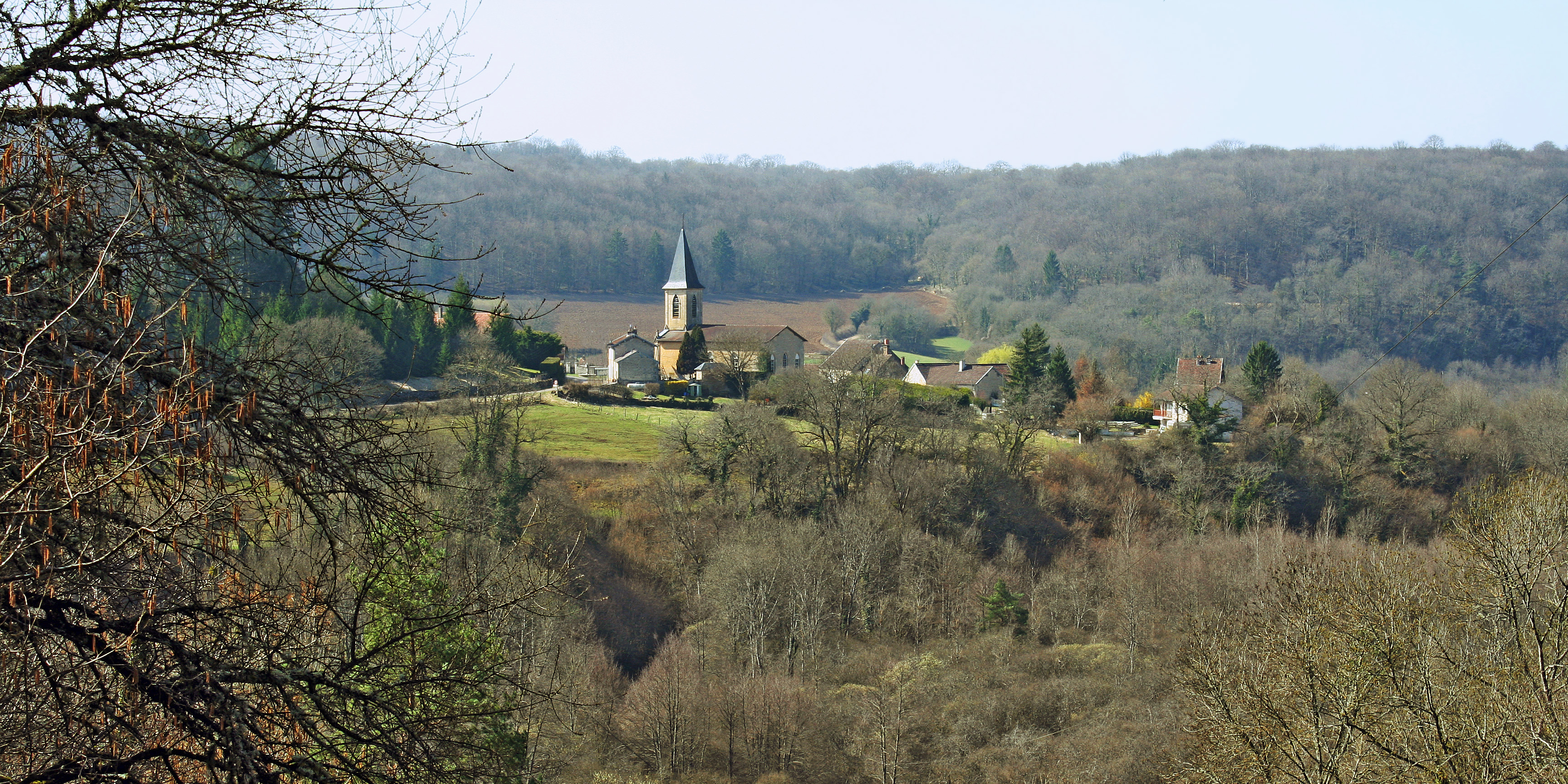
Le village sur un promontoire de la vallée du Brévon.

### Hameaux, écarts, lieux-dits
- Hameaux détachés du village : la Grange-Didier (ou Grange-Didier).
- Habitat ou bâti écarté : ferme de Champ-Chevalier, moulin de Busseaut.
- Lieux-dits d'intérêt local : bois de Montmorot, croix de Fer, combe au Prêtre.

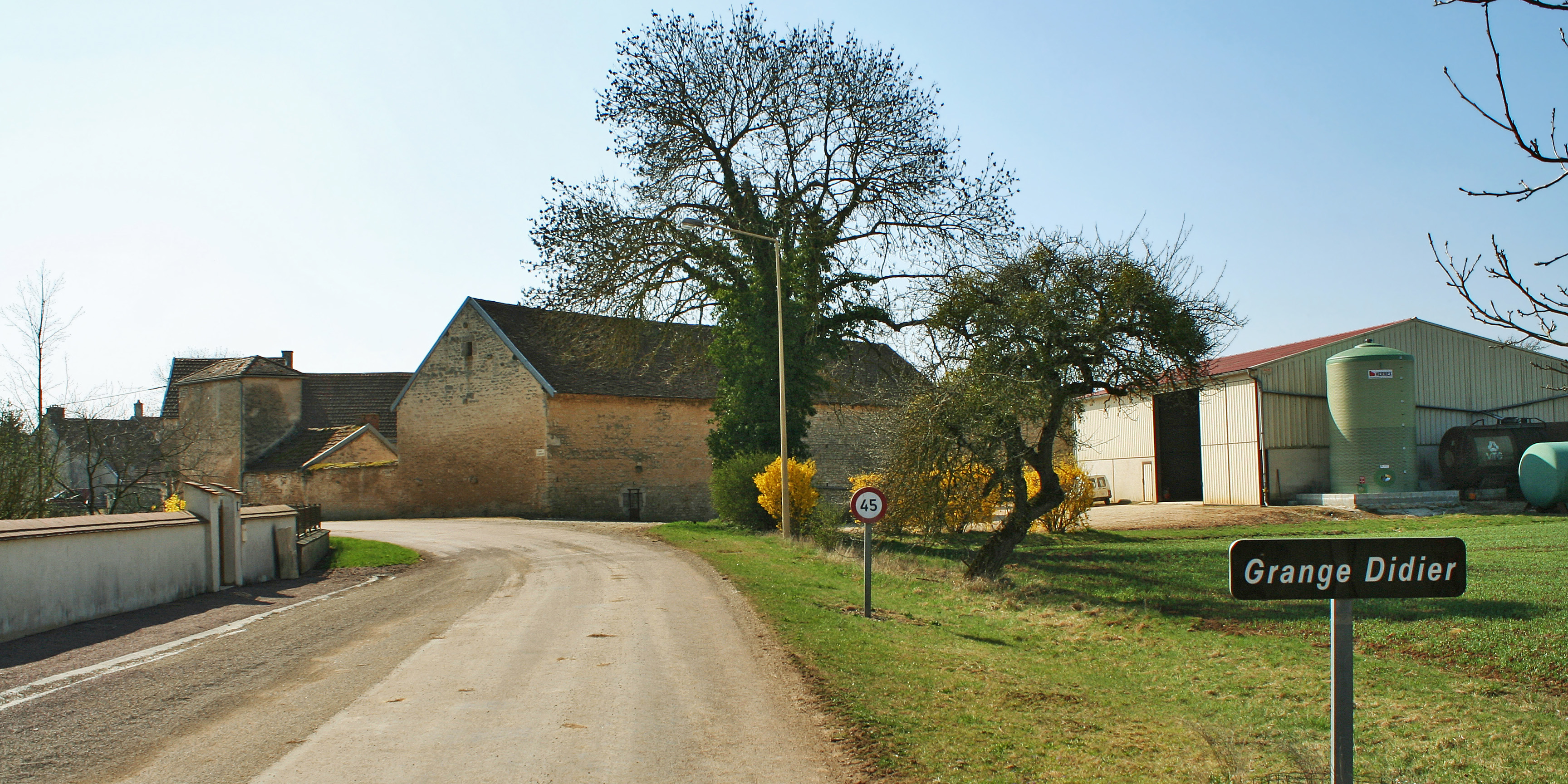
Hameau de Grange-Didier.

### Climat
Pour des articles plus généraux, voir Climat de la Bourgogne-Franche-Comté et Climat de la Côte-d'Or.
En 2010, le climat de la commune est de type climat des marges montargnardes, selon une étude du Centre national de la recherche scientifique s'appuyant sur une série de données couvrant la période 1971-2000. En 2020, Météo-France publie une typologie des climats de la France métropolitaine dans laquelle la commune est exposée à un climat océanique altéré et est dans la région climatique  Lorraine, plateau de Langres, Morvan, caractérisée par un hiver rude (1,5 °C), des vents modérés et des brouillards fréquents en automne et hiver. 
Pour la période 1971-2000, la température annuelle moyenne est de 10 °C, avec une amplitude thermique annuelle de 16 °C. Le cumul annuel moyen de précipitations est de 941 mm, avec 13,1 jours de précipitations en janvier et 8,7 jours en juillet. Pour la période 1991-2020, la température moyenne annuelle observée sur la station météorologique de Météo-France la plus proche, « Châtillon/Seine », sur la commune de Châtillon-sur-Seine à 15 km à vol d'oiseau, est de 10,8 °C et le cumul annuel moyen de précipitations est de 832,8 mm,. Pour l'avenir, les paramètres climatiques de la commune estimés pour 2050 selon différents scénarios d'émission de gaz à effet de serre sont consultables sur un site dédié publié par Météo-France en novembre 2022.

## Urbanisme

### Typologie
Au 1er janvier 2024, Busseaut est catégorisée commune rurale à habitat très dispersé, selon la nouvelle grille communale de densité à 7 niveaux définie par l'Insee en 2022.
Elle est située hors unité urbaine et hors attraction des villes,.

### Occupation des sols
L'occupation des sols de la commune, telle qu'elle ressort de la base de données européenne d’occupation biophysique des sols Corine Land Cover (CLC), est marquée par l'importance des forêts et milieux semi-naturels (50,4 % en 2018), une proportion sensiblement équivalente à celle de 1990 (49,7 %). La répartition détaillée en 2018 est la suivante : forêts (50,4 %), terres arables (35 %), prairies (10,4 %), zones agricoles hétérogènes (4,1 %). L'évolution de l’occupation des sols de la commune et de ses infrastructures peut être observée sur les différentes représentations cartographiques du territoire : la carte de Cassini (XVIIIe siècle), la carte d'état-major (1820-1866) et les cartes ou photos aériennes de l'IGN pour la période actuelle (1950 à aujourd'hui).

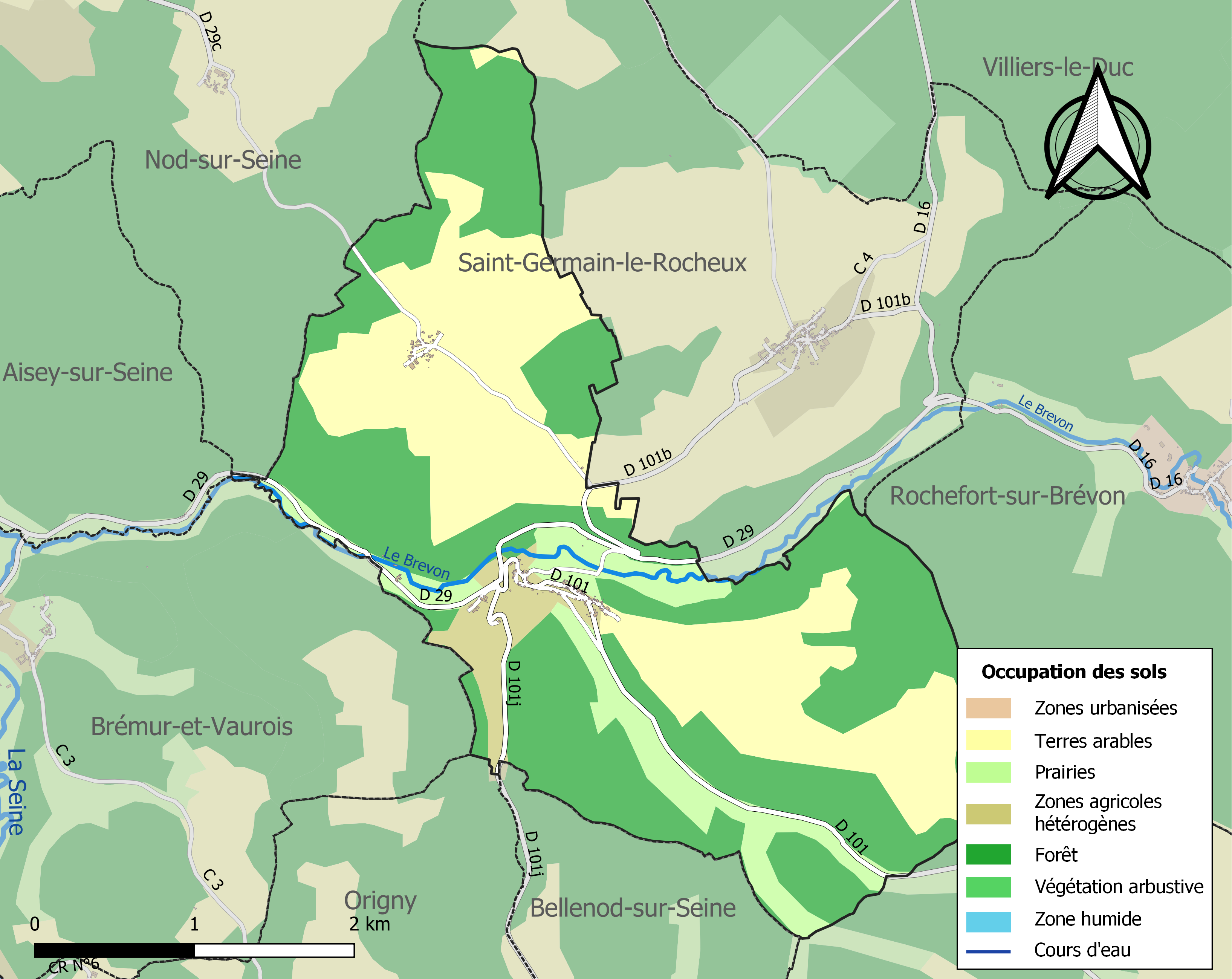
Carte des infrastructures et de l'occupation des sols de la commune en 2018 (CLC).

## Histoire

### Préhistoire
L'occupation du site est ancienne comme en témoignent les silex néolithiques retrouvés autour de la grange Didier et les fouilles de divers tumulus.

### Moyen Âge
Des sarcophages mérovingiens ont été découverts au sud du hameau des Champs Ronds.

### Époque moderne
Jusqu'à la Révolution, Busseaut appartient au bailliage de la Montagne et au diocèse d'Autun. Il est à noter que le duc de Bourgogne en affranchit la population dès 1361.

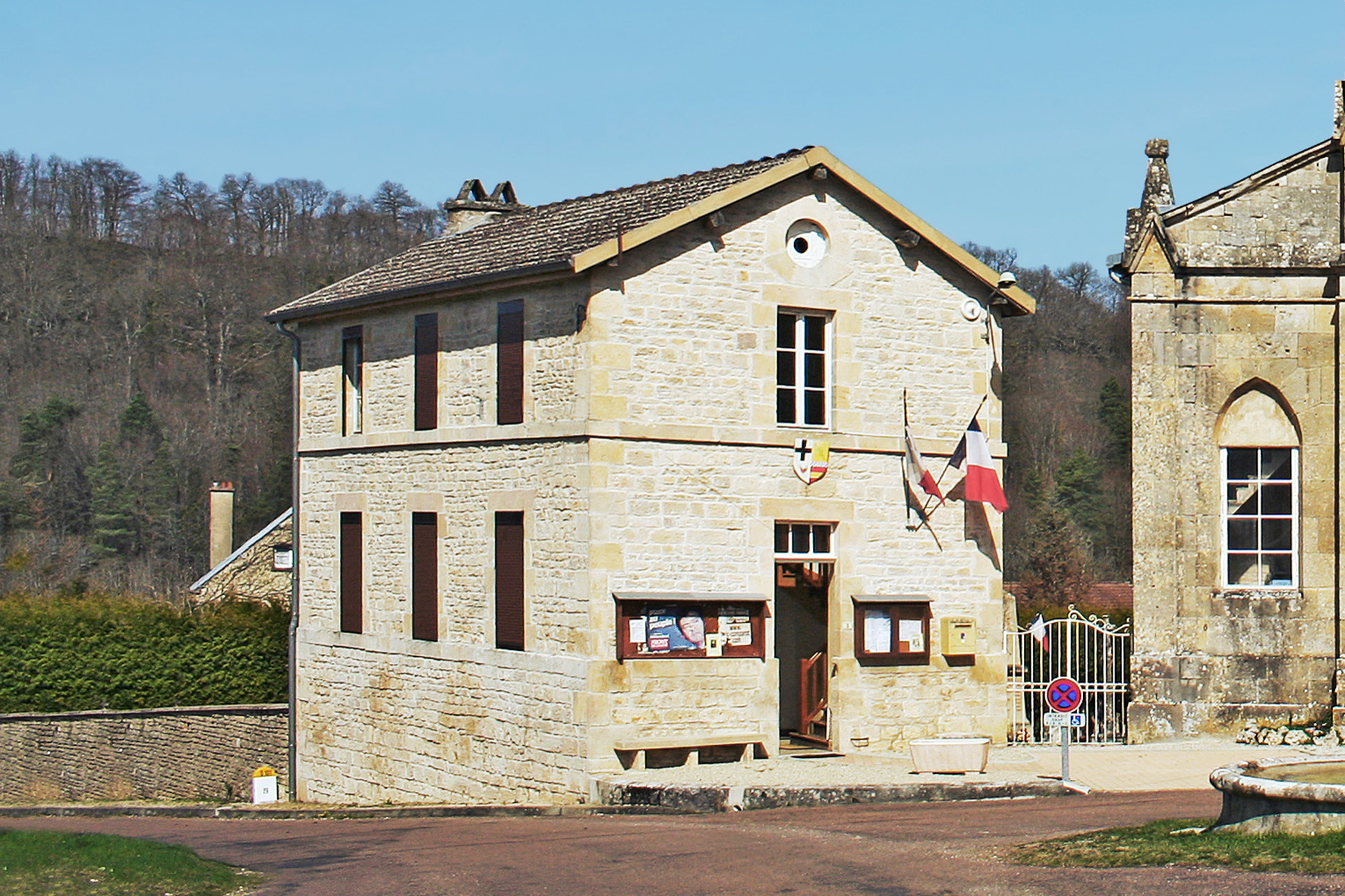
Mairie.

## Politique et administration
| Période                                  | Période    | Identité        | Étiquette | Qualité |
| ---------------------------------------- | ---------- | --------------- | --------- | ------- |
| mars 2001                                | avril 2014 | Carmen Bredelle |           |         |
| avril 2014                               | en cours   | Guillain Fradin |           | Maire   |
| Les données manquantes sont à compléter. |            |                 |           |         |

## Démographie
L'évolution du nombre d'habitants est connue à travers les recensements de la population effectués dans la commune depuis 1793. Pour les communes de moins de 10 000 habitants, une enquête de recensement portant sur toute la population est réalisée tous les cinq ans, les populations de référence des années intermédiaires étant quant à elles estimées par interpolation ou extrapolation. Pour la commune, le premier recensement exhaustif entrant dans le cadre du nouveau dispositif a été réalisé en 2008.

En 2022, la commune comptait 52 habitants, en évolution de +8,33 % par rapport à 2016 (Côte-d'Or : +0,82 %, France hors Mayotte : +2,11 %).
| 1793 | 1800 | 1806 | 1821 | 1831 | 1836 | 1841 | 1846 | 1851 |
| ---- | ---- | ---- | ---- | ---- | ---- | ---- | ---- | ---- |
| 216  | 235  | 201  | 196  | 191  | 208  | 222  | 235  | 233  |

| 1856 | 1861 | 1866 | 1872 | 1876 | 1881 | 1886 | 1891 | 1896 |
| ---- | ---- | ---- | ---- | ---- | ---- | ---- | ---- | ---- |
| 229  | 219  | 221  | 198  | 187  | 172  | 165  | 147  | 151  |

| 1901 | 1906 | 1911 | 1921 | 1926 | 1931 | 1936 | 1946 | 1954 |
| ---- | ---- | ---- | ---- | ---- | ---- | ---- | ---- | ---- |
| 137  | 139  | 137  | 102  | 83   | 96   | 101  | 103  | 103  |

| 1962 | 1968 | 1975 | 1982 | 1990 | 1999 | 2006 | 2008 | 2013 |
| ---- | ---- | ---- | ---- | ---- | ---- | ---- | ---- | ---- |
| 74   | 57   | 56   | 51   | 60   | 55   | 64   | 66   | 52   |

| 2018 | 2022 | - | - | - | - | - | - | - |
| ---- | ---- | - | - | - | - | - | - | - |
| 48   | 52   | - | - | - | - | - | - | - |

## Lieux, monuments et pôles d'intérêt
En 2016, la commune n'a pas de monument classé à l'inventaire des monuments historiques, elle compte 15 monuments ou édifices et 13 objets répertoriés à l'IGPC (inventaire général du patrimoine culturel).
- L'église Sainte-Thérèse (IGPC 1989)[20], rebâtie au XIXe siècle, conserve une statue de sainte Catherine en bois polychrome du XVIIIe siècle (IGPC 1989)[21]. Le bâtiment de facture sobre (plan rectangulaire) présente un clocher surmontant la façade.

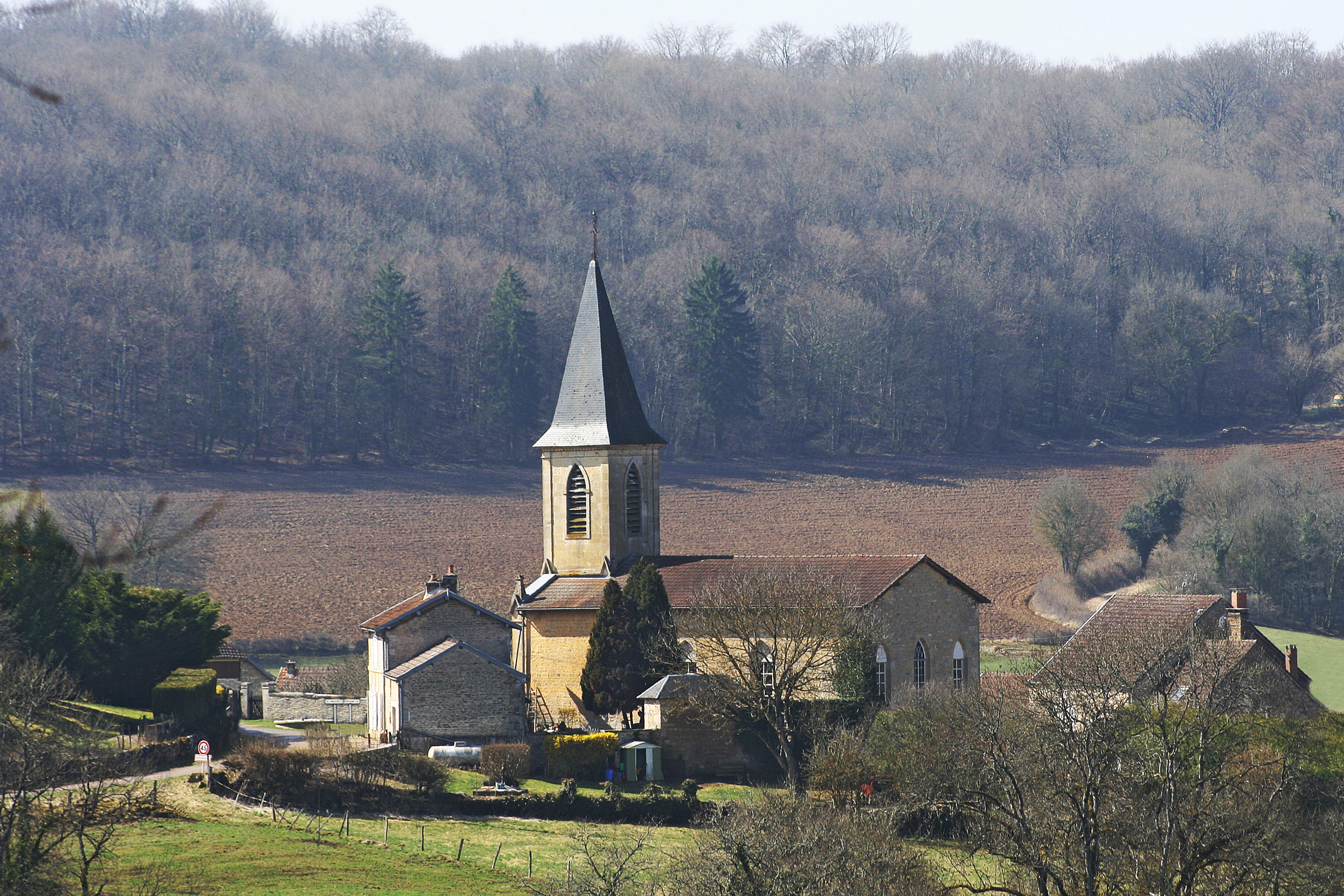
Église Sainte-Thérèse,
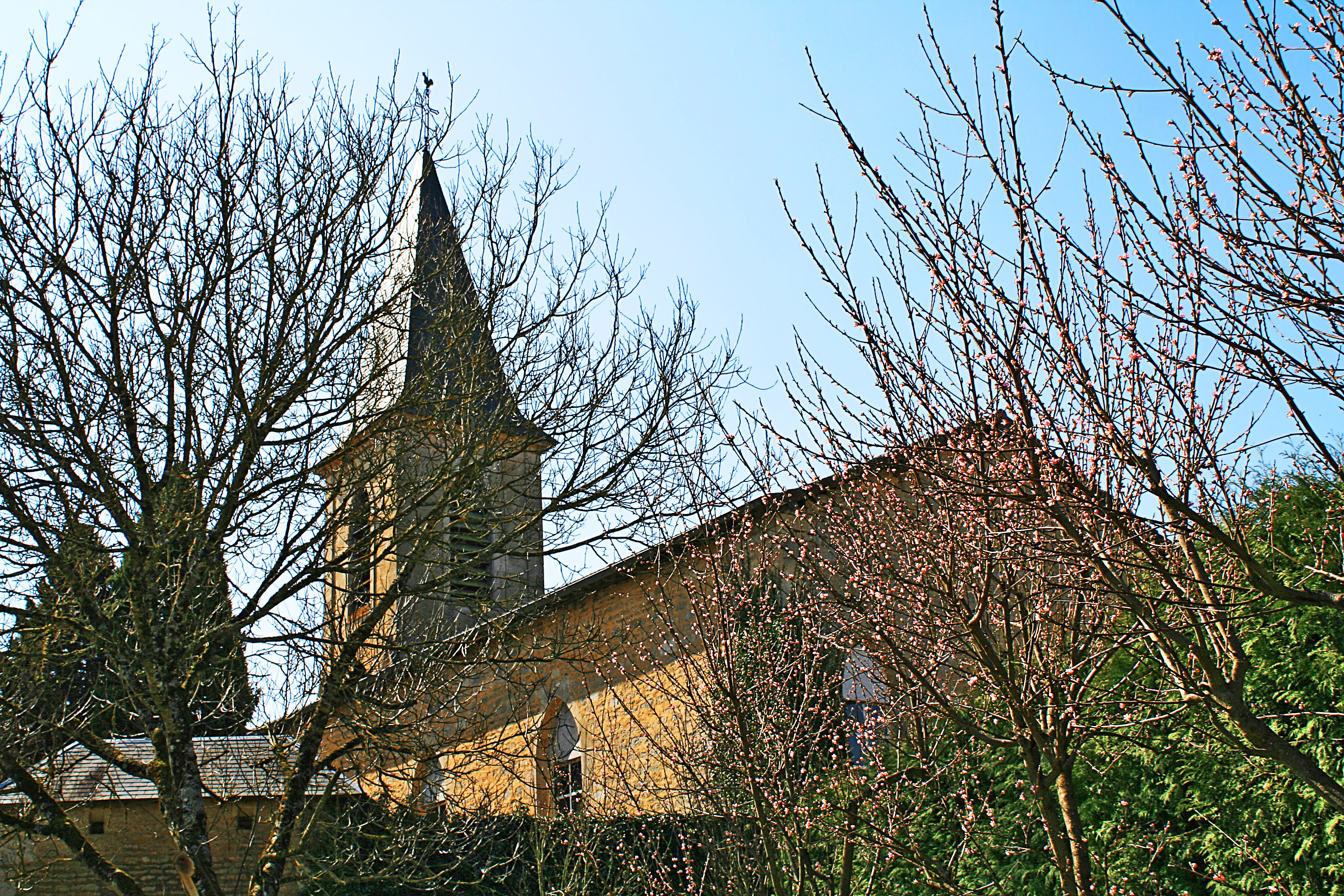
simple vaisseau à clocher carré.

- Vestiges du château féodal au sommet du village.
- Pont de pierre sur le Différend au moulin de Busseaut, du XIXe siècle.
- À la Grange-Didier, oratoire abritant un Dieu de pitié du XVIe siècle[13].

## Héraldique

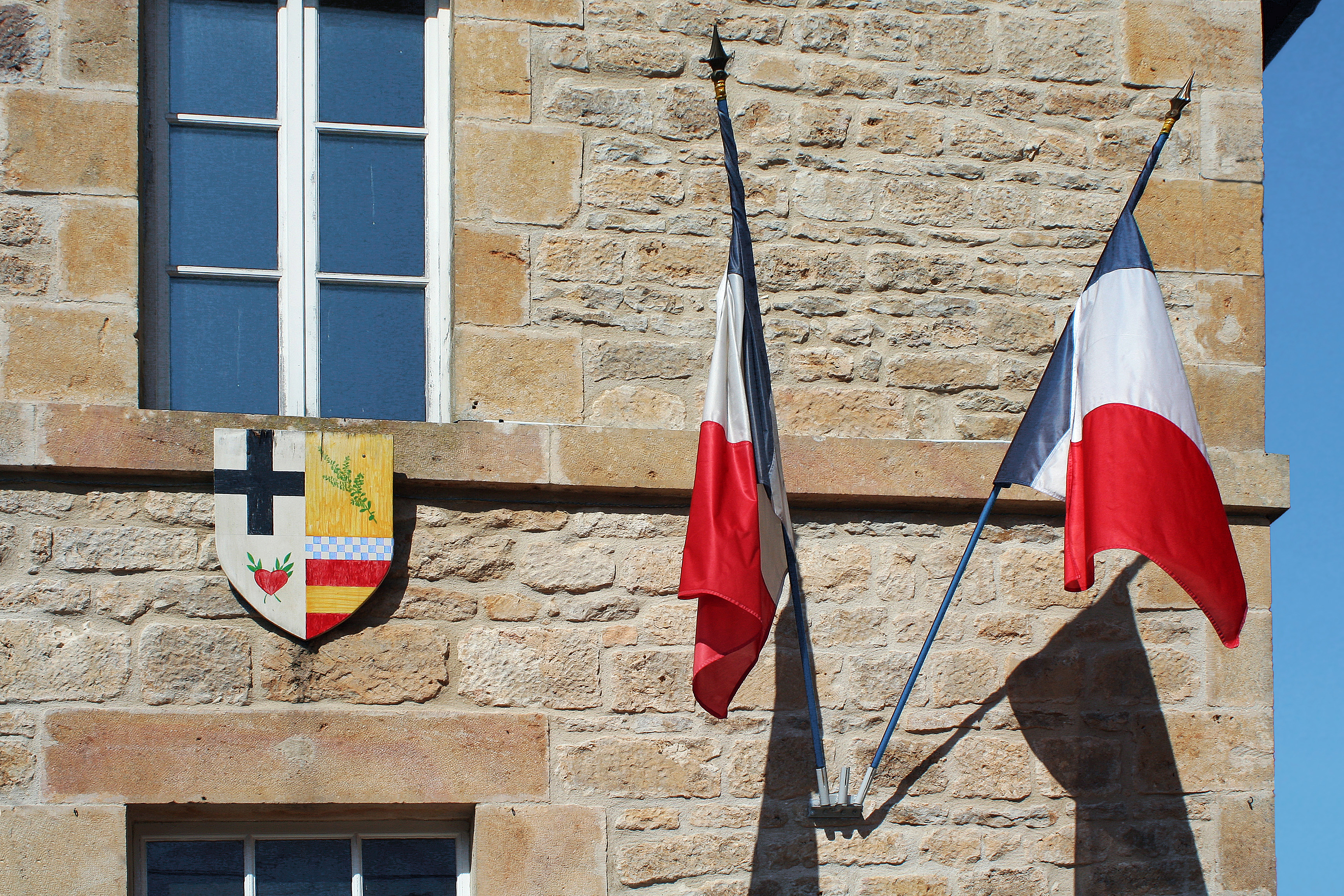
Blason sur la mairie.

| Blason | Blasonnement : Écartelé : au 1er d'argent à la croix de sable, au 2e d'or au rameau de buis de sinople posé en bande, au 3e d'argent à 2 branches d'olivier de sinople posées en sautoir, avec au centre un cœur de gueules, au 4e de gueules à la fasce d'or, au chef échiqueté de trois tires d'argent et d'azur. |